# Deutschland-Online
Deutschland-Online (DOL) ist die Bezeichnung einer von Bund, Ländern und Kommunen gemeinsam getragenen E-Government-Strategie zur Verbesserung des Einsatzes von Informationstechnik sowie zur Nutzung des Internets in der öffentlichen Verwaltung in Deutschland. Sie wurde mittlerweile durch weiterführende Programme abgelöst.
Den zentralen Arbeitsplan der Strategie bildete ein jährlich aktualisierter Aktionsplan. Dieser enthielt vielfältige Vorhaben zur Einführung zentraler und IT-gestützter Verfahren für Dienstleistungen des Staates.
Im Zuge der Föderalismusreform II und der Einführung des Artikels 91c im Grundgesetz im Jahr 2009 wurden die Grundlagen für eine Bund-Länder-übergreifende IT-Zusammenarbeit verfassungsrechtlich gefestigt. Die Umsetzung erfolgt durch den am 1. April 2010 in Kraft getretenen IT-Staatsvertrag. Mit dem IT-Staatsvertrag ist der IT-Planungsrat als zentrales Gremium für die föderale Zusammenarbeit in der Informationstechnik eingerichtet worden.
Zur Verwaltungsvereinfachung wurde die Deutschland-Online-Strategie schließlich in die Nationale E-Government-Strategie (NEGS) des IT-Planungsrats integriert. Die mit dem Aktionsplan Deutschland-Online begonnenen Vorhaben und Impulse werden daher seit 2012 über die NEGS und den Aktionsplan des IT-Planungsrats fortgeführt.

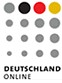
Logo von Deutschland-Online

## Strategie
Für den optimalen Einsatz von Informationstechnik in der öffentlichen Verwaltung wurde eine ebenen-übergreifende Integration von Verwaltungsprozessen notwendig. Zum damaligen Zeitpunkt stand diesem Ziel die heterogene IT-Landschaft von Bund, Ländern und Kommunen entgegen. Medienbruchfreie Abläufe innerhalb der einzelnen Verwaltungsebenen und zwischen ihnen waren in der Regel noch die Ausnahme.
Ziel von Deutschland-Online war es daher, eine vollständig integrierte E-Government-Landschaft in Deutschland zu schaffen. Mit der Strategie sollten die notwendigen Standards gesetzt und die Stärken des Föderalismus genutzt werden: Einzelne Partner gehen mit Modelllösungen voran, die auch anderen zugutekommen (Prinzip „Einer oder einige für alle“). Auf diese Weise sollten über alle Verwaltungsebenen hinweg einheitliche und durchgängige Online-Dienstleistungen entstehen.

## Vorhaben
Am 22. Juni 2006 verabschiedeten die Regierungschefs in Bund und Ländern den ersten Aktionsplan Deutschland-Online, um die Zusammenarbeit der Vorhaben zu vertiefen. Bis einschließlich 2011 wurde der Aktionsplan jährlich aktualisiert.
Kernpunkte des Aktionsplans waren die Konzentration auf wenige, ausgewählte Vorhaben und eine engere Vernetzung mit den Konferenzen der Fachminister. Zu den priorisierten Vorhaben zählten Infrastrukturprojekte für die bessere elektronische Zusammenarbeit über alle Verwaltungsebenen hinweg und wichtige Massenverfahren.

### Ausgewählte Deutschland-Online Vorhaben
- Deutschland-Online Infrastruktur (DOI)
- Deutschland-Online Kfz-Wesen
- Deutschland-Online Meldewesen
- Deutschland-Online Nationales Waffenregister
- Deutschland-Online Personenstandswesen
- Deutschland-Online Standardisierung
- Amtliche Statistik
- BAföG
- Deutsches Signatur- und Kartenforum
- Geodaten
- Gewerberegister
- Justizregister
- VEMAGS – Verfahrensmanagement für Großraum- und Schwertransporte
- Verbund Internetportale / Zuständigkeitsfinder
- Ausländer (bundesweiter Start: 1. November 2011)
- Bauwesen
- Clearingstellen
- Geschäftsmodelle
- Media@Komm-Transfer
- XSozial